# KMD
KMD A/S er en dansk it-virksomhed, der udvikler og leverer software- og serviceløsninger til kommune-, stats- og erhvervssegmentet i Danmark samt udvalgte segmenter i Skandinavien. KMD har afdelinger i København, Århus, Odense og Aalborg, og er et datterselskab af NEC Corporation. KMD-koncernen har dattervirksomheder i Danmark, Norge, Sverige, Finland og Polen. KMD har en årlig omsætning på omkring 3,2 mia. kr. og har mere end 1.500 ansatte. KMD's administrerende direktør er siden 2025 Thomas Jul, der afløste Per Erik Mikael Johansson.
KMD A/S er det tidligere kommunedata der blev etableret i 1972 ved en sammenlægning af kommunale edb-centraler. KMD var indtil marts 2009 ejet af Kommune Holding A/S – det nuværende KOMBIT, der igen ejes af Kommunernes Landsforening (KL). I dag er KMD ejet af japanske NEC Corporation.
KMD’s systemer anvendes blandt andet til administrationen af danske indkomstoverførsler som kontanthjælp, børnepenge, barselsdagpenge, arbejdsløshedsdagpenge, førtidspension og folkepension. KMD har over 1.500 danske og internationale kunder fra den offentlige og private sektor, heraf cirka 800 danske og udenlandske virksomheder.